# Daphnella lymneiformis
Daphnella lymneiformis är en snäckart som först beskrevs av Kiener 1840.  Daphnella lymneiformis ingår i släktet Daphnella och familjen kägelsnäckor. Inga underarter finns listade i Catalogue of Life.